# Station Châteaulin
Station Châteaulin (officiële,  maar niet meer gebruikte naam : Station Châteaulin-Embranchement) is een spoorwegstation in de Franse gemeente Châteaulin. Het wordt bediend door treinen van het netwerk TER Bretagne op het traject Brest - Quimper.

## Geschiedenis
in 1859 begon de de Compagnie du chemin de fer de Paris à Orléans dankzij een subsidie van 25 miljoen francs met de aanleg van de spoorlijn Nantes - Châteaulin. Tegen 1863 was het traject van Nantes naar Quimper afgewerkt en op 12 december 1864 werd het treinstation Châteaulin-Embranchement geopend. Drie jaar later werd de lijn doorgetrokken naar Brest. In Châteaulin was er voor reizigers en vracht een verbinding met het smalspoor van het Réseau Breton op de lijn Carhaix - Camaret-sur-Mer. In de stad was er een tweede station op dit smalspoor, het station Châteaulin-ville. In 1907 werd een 165 meter lang spoorwegviaduct boven de stad en de Aulne geopend dat beide stations verbond. Nadat het Réseau Breton werd opgedoekt in 1967 werd het viaduct in gebruik genomen voor het autoverkeer (in een enkele richting).

## Gebouw
Het stationsgebouw verschilt weinig van de andere stations die de Compagnie du chemin de fer de Paris à Orléans bouwde in het zuiden van Bretagne. Een centraal gebouw met een verdieping wordt aan weerszijden geflankeerd door kleine bijgebouwen zonder verdieping. Het gebouw bestaat uit afwisselende stroken van rode baksteen en witte tufsteen, en de onderzijde van het gebouw is bekleed met graniet.